# Syringophilopsis
Syringophilopsis – rodzaj roztoczy z rzędu Trombidiformes i rodziny dutkowców. Obejmuje ponad 45 opisanych gatunków. Są obligatoryjnymi pasożytami zewnętrznymi ptaków, głównie wróblowych, rzadko żołn, bytującymi wewnątrz dutek ich piór, głównie lotek. Łącznie stwierdzono je u 19 rodzin ptaków. Rodzaj rozprzestrzeniony kosmopolitycznie.

## Morfologia
Roztocze te osiągają duże jak na dutkowce rozmiary. Długość ciała u dorosłych samic wynosi od 800 do 1350 μm, podczas gdy dorosłe samce osiągają od 600 do 1000 μm długości. Dymorfizm płciowy jest zaznaczony także w pokroju ciała – samce są bardziej krępe, zaś samice silniej wydłużone. Ciało podzielone jest na pseudotagmy – gnatosomę i idiosomę, a ta ostatnia z kolei na propodosomę i opistosomę, zwaną w tej grupie także hysterosomą.
Gnatosoma ma subkapitulum osadzone głęboko w idiosomie, stylofor o tylnej części zaokrąglonej lub przewężonej oraz M-kształtne perytremy z komorami dobrze widocznymi we wszystkich ich gałęziach. U samicy szczękoczułki cechują się palcem ruchomym przekształconym w harpun o trzech ząbkach, podczas gdy u samca palec ów ma postać bezzębnego sztyletu. Wierzchołek hypostomu u samca może być gładki lub zaopatrzony w jedną parę drobnych rozmiarów guzków, natomiast u samicy występują na nim jedna lub dwie pary guzków i dwie pary warg bocznych; brak natomiast bocznych ząbków hypostomalnych. Nogogłaszczki mają zaokrąglone krawędzie odsiebne stopogoleni.
Idiosoma jest całkowicie pozbawiona oczu i kupuli. Propodosoma ma na stronie grzbietowej (propodonotum) całobrzegą, pozbawioną kieszonkowatych struktur tarczkę propodonotalną i 6 par szczecinek, w tym parę vi. Na grzbietowej stronie hysterosomy (hysteronotum) tarczka hysterosomalna (hysteronotalna) może być pojedyncza (u samca), wtórnie rozdzielona na dwie tarczki (u samicy), całkiem zanikła lub zrośnięta z leżącą na tyle hysterosomy tarczką pygidialną. Tarczka pygidialna również może być całkiem zanikła. U samicy szczecinki d1, d2, e2, f2 i h2 są długie, natomiast u samca szczecinki d1, e2 i f2 są krótkie, h2 jest długa, a d1 długa lub krótka. W regionie genitalno-analnym występują po 2 pary szczecinek pseudanalnych i genitalnych oraz 3 pary szczecinek aggenitalnych.
Na spodzie propodosomy apodemy przy odnóżach pierwszej pary są rozbieżne i zlane z apodemami przy odnóżach drugiej pary, a pola koksalne (pozostałości bioder) tychże odnóży różnią się kształtem i rozmiarami. Chetotaksja odnóży obejmuje pełny zestaw szczecin charakterystycznych dla rodziny, zobacz: odnóża kroczne dutkowców.

## Biologia i ekologia
Wszyscy przedstawiciele rodzaju są obligatoryjnymi pasożytami zewnętrznymi ptaków. Bytują wewnątrz dutek ich piór, głównie lotek pierwszorzędowych i drugorzędowych, rzadko zdarza im się zasiedlać lotki trzeciorzędowe lub pióra okrywowe. Żerują na płynie tkankowym, przebijając w tym celu ścianę dutki swymi sztyletowatymi lub harpunowatymi palcami ruchomymi szczękoczułków. Nowo wykształcające się dutki zajmowane są przez roztocze za pośrednictwem ich naturalnego otworu – superior umbilicus.
Do żywicieli rodzaju Syringophilopsis należą głównie przedstawiciele rzędu wróblowych. Podawane były one dotąd z rodzin: astryldowatych, bilbili, drozdowatych, dzierzb, jaskółkowatych, kardynałów, krukowatych, lasówek, łuszczakowatych, muchołówkowatych, pliszkowatych, pokrzewek, siwuszek, słowikówek, szpakowatych, trznadli, tyrankowatych, wikłaczowatych i wróblowatych. Ponadto jeden gatunek stwierdzono na żołnach z rzędu kraskowych. Większość gatunków Syringophilopsis to pasożyty monokseniczne lub oligokseniczne, natomiast gatunki pasożytujące na żywicielach z różnych rodzajów są nieliczne.
Obie płcie przechodzą w rozwoju przez stadia larwy, protonimfy i tritonimfy; brak w ich rozwoju stadium deutonimfy. Rozwój i rozród odbywa się wewnątrz dutki. Samce spędzają w niej całe życie. Tylko dorosłe, zapłodnione samice opuszczają swoją dutkę celem zajęcia nowych.

## Rozprzestrzenienie
Rodzaj kosmopolityczny, znany ze wszystkich krain zoogeograficznych oprócz Antarktydy. Zasięg poszczególnych gatunków pokrywa się najpewniej z zasięgiem ich żywicieli, jednak ich rozmieszczenie jest tylko fragmentarycznie zbadane. W Polsce do 2015 roku stwierdzono 12 gatunków, w tym 5 nowych dla nauki.

## Taksonomia
Takson ten wprowadzony został w 1970 roku przez Johna Kethleya w ramach pierwszej dużej rewizji rodziny dutkowców. Jego gatunkiem typowym wyznaczył on Syringophilus elongatus. Trzy lata później opublikował on wspólnie z Donaldem E. Johnstonem wyniki analizy fenetycznej, na podstawie której autorzy podzielili rodzinę na dwie podrodziny: Syringophilinae i Picobiinae, umieszczając Syringophilopsis w tej pierwszej. Pierwszej, morfologicznej, analizy filogenetycznej rodziny dokonali w 2013 roku Maciej Skoracki, Eliza Głowska i Andre Bochkov. W jej wynikach Syringophilinae okazały się parafiletyczne względem Picobiinae, a rodzaj Syringophilopsis zajął pozycję bazalną w obrębie linii ewolucyjnej obejmującej rodzaje: Neosyringophilopsis, Ascetomylla i Crotophagisyringophilus.
Rodzaj ten dzieli się na trzy grupy gatunków: elongatus, fringilla i turdi, głównie na podstawie chetotaksji. W sumie należy doń ponad 45 opisanych gatunków, w tym: 
- Syringophilopsis acrocephali Skoracki, 1999
- Syringophilopsis albicollisi Skoracki et Dabert, 2000
- Syringophilopsis blaszaki Skoracki et Dabert, 1999
- Syringophilopsis bonariensis Skoracki et al., 2016
- Syringophilopsis borini Bochkov et Mironom, 1999
- Syringophilopsis certhiae Skoracki, Hendricks and Spicer, 2011
- Syringophilopsis corvinae Skoracki et Sikora, 2003
- Syringophilopsis davidi Glowska et Laniecka, 2012
- Syringophilopsis dendroicae Bochkov et Galloway, 2001
- Syringophilopsis dicruri Skoracki, Hromada et Wamiti, 2011
- Syringophilopsis elongatus (Ewing, 1911)
- Syringophilopsis emberizae Fain, Bochkov et Mironov, 2000
- Syringophilopsis empidonax Skoracki, Flannery et Spicer, 2008
- Syringophilopsis fringillae (Fritsch, 1958)
- Syringophilopsis garrulus Skoracki and Dabert, 2002
- Syringophilopsis hirundus Skoracki, 2004
- Syringophilopsis hylocichla (Clark, 1964)
- Syringophilopsis icteri Bochkov et Galloway, 2001
- Syringophilopsis idunae Skoracki, 2011
- Syringophilopsis kazmierski Skoracki, 2004
- Syringophilopsis kirgizorum Bochkov, Mironov et Kravtsova, 2000
- Syringophilopsis kristini Skoracki, Tryjanowski et Hromada, 2002
- Syringophilopsis lagonostictus Skoracki et Dabert, 2002
- Syringophilopsis melittophagi Skoracki et Dabert, 2001
- Syringophilopsis mimidus Sikora, Fajfer et Skoracki, 2011
- Syringophilopsis muscicapus Skoracki, 2011
- Syringophilopsis nitens Skoracki et Dabert, 2001
- Syringophilopsis nucifragus Skoracki, 2011
- Syringophilopsis pari Skoracki et Mironov, 2013
- Syringophilopsis passericus Skoracki, 2011
- Syringophilopsis passerinae (Clark, 1964)
- Syringophilopsis philemonis Glowska et Laniecka, 2013
- Syringophilopsis polioptilus Skoracki, Flannery et Spicer, 2008
- Syringophilopsis rusticus Skoracki, 2004
- Syringophilopsis sialiae Skoracki, Flannery et Spicer, 2008
- Syringophilopsis sittae Skoracki, Hendricks et Spicer, 2011
- Syringophilopsis spinolettus Skoracki, 2004
- Syringophilopsis sturnellus Skoracki, Hendricks et Spicer, 2011
- Syringophilopsis sturni Chirov et Kravtsova, 1995
- Syringophilopsis szeffleri Glowska, 2014
- Syringophilopsis trogoni Skoracki, Mironov and Unsoeld, 2013
- Syringophilopsis turdi (Fritsch, 1958)
- Syringophilopsis tyranni Bochkov et Galloway, 2004
- Syringophilopsis veselovsky Skoracki, Antczak et Riegert, 2009
- Syringophilopsis yosefi Skoracki, Tryjanowski et Hromada, 2002